# Santa Llúcia de Galobardes
Santa Llúcia de Galobardes és una església romànica de Prats de Lluçanès (Osona) inclosa a l'Inventari del Patrimoni Arquitectònic de Catalunya.

## Descripció
Aquesta església formava un conjunt amb el castell de Quer, malauradament es modificà molt durant el segle xviii i ha perdut el seu caràcter original. L'església és d'una sola nau rectangular, coberta amb volta d'aresta i una finestra alta de doble esqueixada al fons. La porta d'entrada té un arc de mig punt de dovelles molt regulars; sobre la porta hi ha un òcul i la façana és coronada amb un campanar d'espadanya de dos finestrals d'arc de mig punt. Per la paret de tramuntana i per una porta quadrada es pot entrar al cor de la capella.
Les parets interiors han estat revestides amb lloses de pedra picada, amb especejament plafonat, fins al començament de la volta i coronades d'una cornisa; aquesta modificació és recent. L'altar i les imatges corresponen a la modificació.
A mà esquerra del presbiteri, tancat amb reixes de ferro forjat, noves, hi ha una sagristia soterrada sota el terrat superior.

## Història
Es trobava dins el terme de l'antic castell de Lluçà, al costat del castell satèl·lit de Quer. Fou sempre una capella depenent dels senyors del castell de Quer o, com és avui, dels amos del mas de Santa Llúcia que substituí el castell.
El castell de Quer apareix esmentat el 1056, quan Ermessenda de Balsareny, muller de Sunifred II de Lluçà, deixa al seu fill Ramon, levita, tot l'alou de Quer (Cher).
L'església no fou edificada fins a la segona meitat del segle xiii per un membre de la família Lluçà, que tenia el castell en feu dels bisbes de Vic, ja que fou Pere d'Oló, fill de Miró de Lluçà, qui edificà la capella de Santa Llúcia de Quer. En el testament que feu aquest l'any 1297 donà a la capella de Santa Llúcia de Quer, que ell havia edificat, el dret o tribut de la tasca de pa i vi dels termes del castell de Quer per al sosteniment del seu culte. Els senyors del castell seguiren tenint cura del culte de l'església, que passà a la família Galobardes, la qual devia ésser la propietària del mas veí.